# Équipe cycliste DAS-Hutchinson-Brother UK
L'équipe cycliste DAS-Hutchinson-Brother UK est une équipe cycliste féminine basée au Royaume-Uni, devenue continentale en 2020. Elle s'appelait Onformn, Brother UK-Tifosi-Onform, Cams Tifosi puis DAS-Handsling Bikes les années précédentes.

## Classements UCI
Ce tableau présente les places de l'équipe au classement de l'Union cycliste internationale en fin de saison, ainsi que la meilleure cycliste au classement individuel de chaque saison.
| Année | Classement par équipes | Meilleure coureuse au classement individuel |
| 2021  | 58e                    | Hayley Simmonds (606e)                      |

Le tableau suivant résume le classement de l'équipe dans l'UCI World Tour.
| Année | Classement par équipes | Meilleure coureuse au classement individuel |
| 2021  | 31e                    | Hayley Simmonds (152e)                      |

## Encadrement
Simon Howes est le directeur sportif de l'équipe. Il est assisté d'Annabel Simpson. Le représentant de l'équipe auprès de l'UCI est Andrew Paine.

## Cams-Basso en 2022

### Effectif
| Effectif 2022       | Effectif 2022     | Effectif 2022 | Effectif 2022     |
| Cycliste            | Date de naissance | Pays          | Équipe précédente |
| ------------------- | ----------------- | ------------- | ----------------- |
| Megan Barker        | 15 août 1997      | Royaume-Uni   | Drops (2019)      |
| Ella Barnwell       | 14 janvier 2001   | Royaume-Uni   |                   |
| Sara Bonillo Talens | 2 février 2001    | Espagne       | Farto-BTC (2021)  |
| Emma Edwards        | 24 août 1990      | États-Unis    |                   |
| Jessica Finney      | 7 décembre 1995   | Royaume-Uni   |                   |
| Maddie Leech        | 4 mai 2003        | Royaume-Uni   |                   |
| Sophie Lewis        | 17 juin 2002      | Royaume-Uni   |                   |
| Beth Morrow         | 12 septembre 2002 | Royaume-Uni   |                   |
| Katie Scott         | 20 avril 2001     | Royaume-Uni   |                   |
| Danielle Shrosbree  | 20 juillet 1994   | Royaume-Uni   |                   |
| Hayley Simmonds     | 22 juillet 1988   | Royaume-Uni   | Ciclotel (2020)   |
| Becky Storrie       | 27 septembre 1998 | Royaume-Uni   |                   |
| Sophie Thackray     | 17 septembre 1999 | Royaume-Uni   |                   |
|                     |                   |               |                   |
| Source : UCI        |                   |               |                   |

### Victoires
| Victoires | Victoires | Victoires | Victoires | Victoires | Victoires |
| Date      | Course    | Pays      | Classe    | Vainqueur |           |
| --------- | --------- | --------- | --------- | --------- | --------- |